# Barnardova petlja
Barnardova petlja (oznake Sh 2-276) slaba je emisijska maglica u obliku ogromnog polukružnoga prstena plina koja svojom veličinom okružuje gotovo cijeli Orion. Sama maglica prilično je tamna pa nije vidljiva, ali fotografije duge ekspozicije otkrivaju njenu prisutnost. Njeno otkriće također je nejasno. Vjeruje se da ju je još 1786. otkrio William Herschel, ali nema čvrstih dokaza da je riječ o Barnardovoj petlji (tj. njenom dijelu), a ne nekoj drugoj maglici unutar maglicama prebogatog Oriona. Službeno se uzima da ju je 1885. otkrio američki astronom E. E. Barnard na Opservatoriju Yerkesu. Petlja je sastavljena od svemirske prašine i vrućeg ioniziranog vodika. Sam nastanak petlje je zagonetan, a postoji više teorija.
Jedna teorija govori da je Barnardova petlja ostatak eksplozija više supernova prije otprilike 2,5 i 5 milijuna godina. To je teoriju još 1953. predložio estonski znanstvenik Ernst Öpik. U prilog toj teoriji ide podatak o "odbjeglim zvijezdama". Naime, zvijezde AE Aur, 53 Ari i µ Col udaljuju se od središnjeg djela Oriona jedne od drugih brzinama većim od 100 km/s (za usporedbu, naše Sunce kreće se Mliječnom stazom samo oko 20 km/s brže od lokalnog prosjeka), što bi mogla biti posljedica eksplozije niza supernova, zbog čega su one izgubile svoje pratioce i bile odbačene u sadašnje putanje. Suprotno tome neki znanstvenici tvrde da je moguće da su te zvijezde pretrpjele veći poremećaj svojih orbita zbog bliskog prolaska masivne zvijezde.
Druga pak teorija govori da je Barnardova petlja "napuhana" djelovanjem zračenja zvijezda OB1 asocijacije Oriona, koje su međuzvjezdani materijal izgurale u stanje današnje petlje. Izračunato je da je za takvo "napuhavanje" potrebno približno 3 milijuna godina. 
Bilo kako bilo, Barnardova petlja nije zaseban objekt nego dio Velikog Orionovog oblaka koji se proteže gotovo cijelim Oriononom i sadrži brojne maglice i otvorene skupove. Taj veliki oblak tvornica je zvijezda Orionove OB1 asocijacije, ali i mogućih planeta, koji nastaju iz protoplanetarnih diskova koji se formiraju iz prašine i plina koji mlade zvijezde vuku za sobom nakom nastanka.
UV promatranja pokazala su da je Barnardova petlja također vidljiva u ultraljubičastoj svjetlosti kao refleksna maglica koja blista u raspršenoj zvjezdanoj svjetlosti. Odraz njezinih čestica prašine naizgled je najučinkovitiji u tom dijelu spektra i poklapa se s maksimalnim intenzitetom svjetlosti O i B zvijezda. Nedavno je otkriveno da u tom prostoru postoji još veća maglica od UV zračenja koja seže daleko izvan Barnardove petlje. Ta maglica ima prividni promjer preko 30 stupnjeva.

## Galerija
- Fotografija Barnardove petlje u obrnutoj crno-bijeloj boji crvenog kanala
- Barnardova petlja viđena protiv glavnih zvijezda i maglice Oriona
- Uvećani prikaz Barnardove petlje. Na vrhu slike se mogu uočiti maglica Plamen i Konjska glava.
- Orion izand ALMA-e. Barnardova petlja je vidljiva iznad Orionova pojasa.